# Federación Internacional de Poker
La Federación Internacional de Poker, más conocido por sus siglas IFP, es una organización sin ánimo de lucro incorporada como una entidad jurídica con arreglo a los artículos 60 a 79 del Código Civil Suizo, con sede en Lausana, Suiza. Su presidente es Anthony Holden. IFP en la actualidad cuenta con 26 Federaciones miembros.

## Historia
IFP fue fundada en Lausana el 29 de abril de 2009. Su objetivo es ser el órgano rector mundial del póquer. IFP está estructurada como una federación deportiva internacional y es reconocido por el Tribunal de Arbitraje para el Deporte.
Los objetivos del IFP son promover el desarrollo de todo el mundo del póker y para asegurar su reconocimiento como un deporte mental basado en habilidades estratégicas, sin discriminación alguna de raza, sexo o credo. IFP también busca ayudar a sus Federaciones miembros en la obtención de una legislación que da a los jugadores el derecho a jugar al poker de manera segura y legal, tanto en línea como en establecimientos.

## Objetivos
Los objetivos del IFP son promover el desarrollo de todo el mundo del póker y para asegurar su reconocimiento como un deporte mental basado en habilidades estratégicas, sin discriminación alguna de raza, sexo o credo. IFP también busca ayudar a sus Federaciones miembros en la obtención de una legislación que da a los jugadores el derecho a jugar al póker de manera segura y legal, tanto en línea como en establecimientos.

### Reconocimiento del poker como ‘Deporte Mental’
En abril de 2010, la IFP pasa a ser miembro de la Asociación Internacional de Deportes Mentales (IMSA) en el congreso anual de IMSA en Dubái. Por ser miembro del IMSA, la IFP ha sido invitado a participar en el 2011 en el Mundial de Juegos Mentales de la SportAccord en Nankín, China.

## Estructura interna
La autoridad suprema de la IFP es el Congreso, la asamblea de todos los miembros de la IFP en un sistema de "un país, un voto". El Congreso se reúne una vez al año. El Consejo Ejecutivo del IFP es elegido por el Congreso para un período de tres años y es el organismo gestor del IFP. El Consejo elige un presidente entre sus miembros por un período de tres años, lo que puede ser renovado.

## Miembros
Los presente en el congreso fundacional de la IFP, fueron los siete miembros fundadores:
- Confederação Brasileira de Texas Hold'em
- Dansk Pokerforbund
- Fédération Française des joueurs de Poker
- Stichting Nederlandse PokerBond
- Russian Sport Poker Federation
- Ukrainian Poker Federation
- UK Poker Federation

Desde esa fecha, a estos socios fundadores se han sumado otras 19 Federaciones Nacionales de Poker:
- Austrian PokerSport Association
- Belarusian Sport Poker Association
- Bulgarian Federation of Tournament Poker
- Federations Costarricense de Poker Deportivo (Costa Rica)
- Cypriot Poker Federation
- Asociace Pokerových Klubů o.s. (Czech Republic)
- Estonian Tournament Poker Federation
- Georgian Sport Poker Association
- German Federation of Poker
- Asociación de Poker Texas Holdem Argentina
- Magyar Póker Szövetség (Hungary)
- Pókersamband Íslands (Iceland)
- Republic Federation of Amateurs and Poker Players (Kazajistán)
- Lithuanian Sports Poker Federation
- Federación Mexicana de Juegos de Cartas de Habilidad y Deportivas, A.C. (México)
- Mongolian Sport Poker United Association
- Polska Federacja Pokera Sportowego (Poland)
- Federatia Sportiva Nationala de Poker (Romania)
- Asociación Poker de Venezuela
- Federación Nacional de Poker Deportivo (Chile)